# Famille Révay
Révay  (en hongrois : szklabinai és blatniczai báró és gróf Révay (branche aînée) et trebosztói és bisztricskai nemes Révay (branche cadette) ; Révaiovci en slovaque) est le patronyme d'une ancienne famille noble hongroise originaire du comté de Turóc et remontant au XIIIe siècle. Baron (1556, 1635, 1916), comte (1723, 1916).

## Membres notables
- Ferenc Révay (en) (1489-1553), főispán héréditaire de Turóc, Palatin-Gouverneur de Hongrie (nádori helytartói) (1542–1553), Chef de la Justice (királyi személynök).
- Ferenc II Révay (†1598), haut magistrat il fut plusieurs fois membre de la Table Royale, président de la  Chambre de Szepes (1573-1575) et capitaine en chef ad interim de Haute-Hongrie (été 1574) en l'absence de Hans Rueber zu Pixendorf (de)[1].
- baron Péter Révay (en) (1568 -1622), Gardien de la Sainte-Couronne, poète, historien, főispán de Turóc.
- baron László Révay (hu) (1600-1667), Haut-Commissaire aux armées, gouverneur de Lednic.
- baronne Erzsébet Révay (hu) (1660-1732), écrivain et poète hongroise.
- comte István Révay (hu) (1899-1989), historien, démographe, journaliste, député (1939-1944).
- comte József Révay (hu) (1902-1945), professeur de philosophie, joueur olympique de hockey.

## Galerie

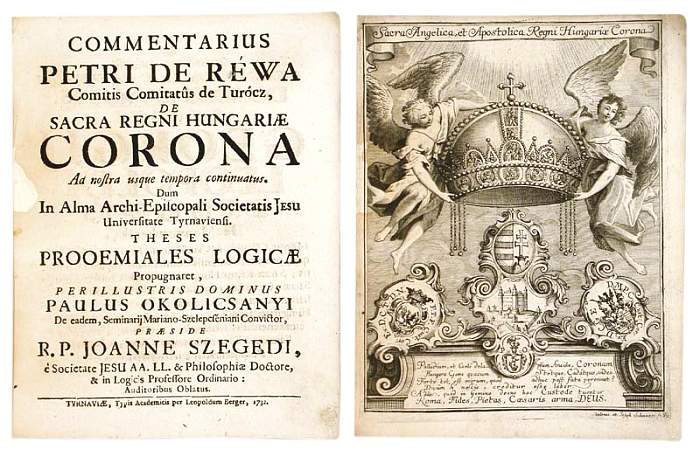
De sacra regni Hungariae Corona de Péter Révay (Pétri de Réwa) (1613)
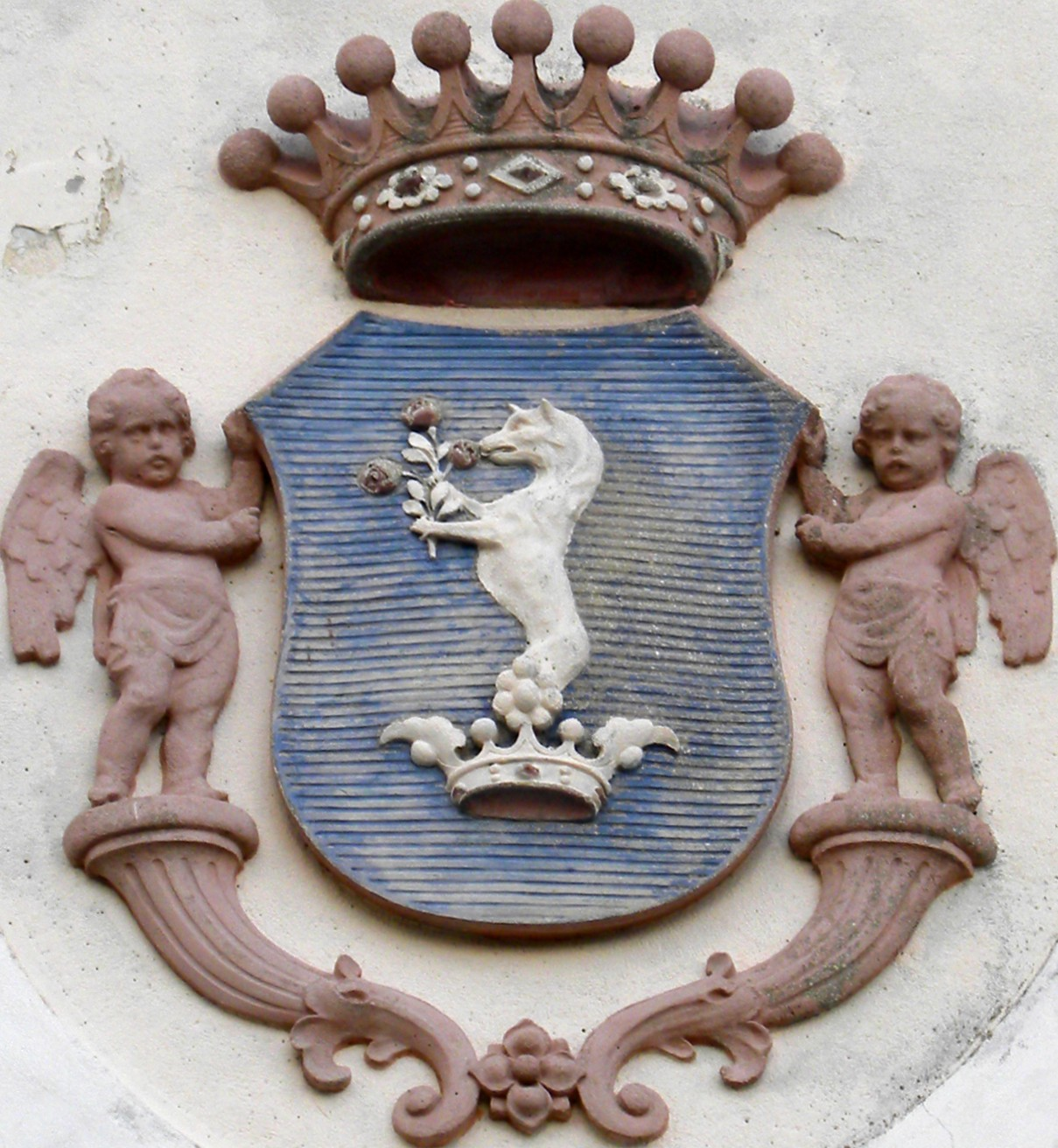
Armes du comte Révay sur le fronton de l'église de la Sainte Trinité de Mošovce
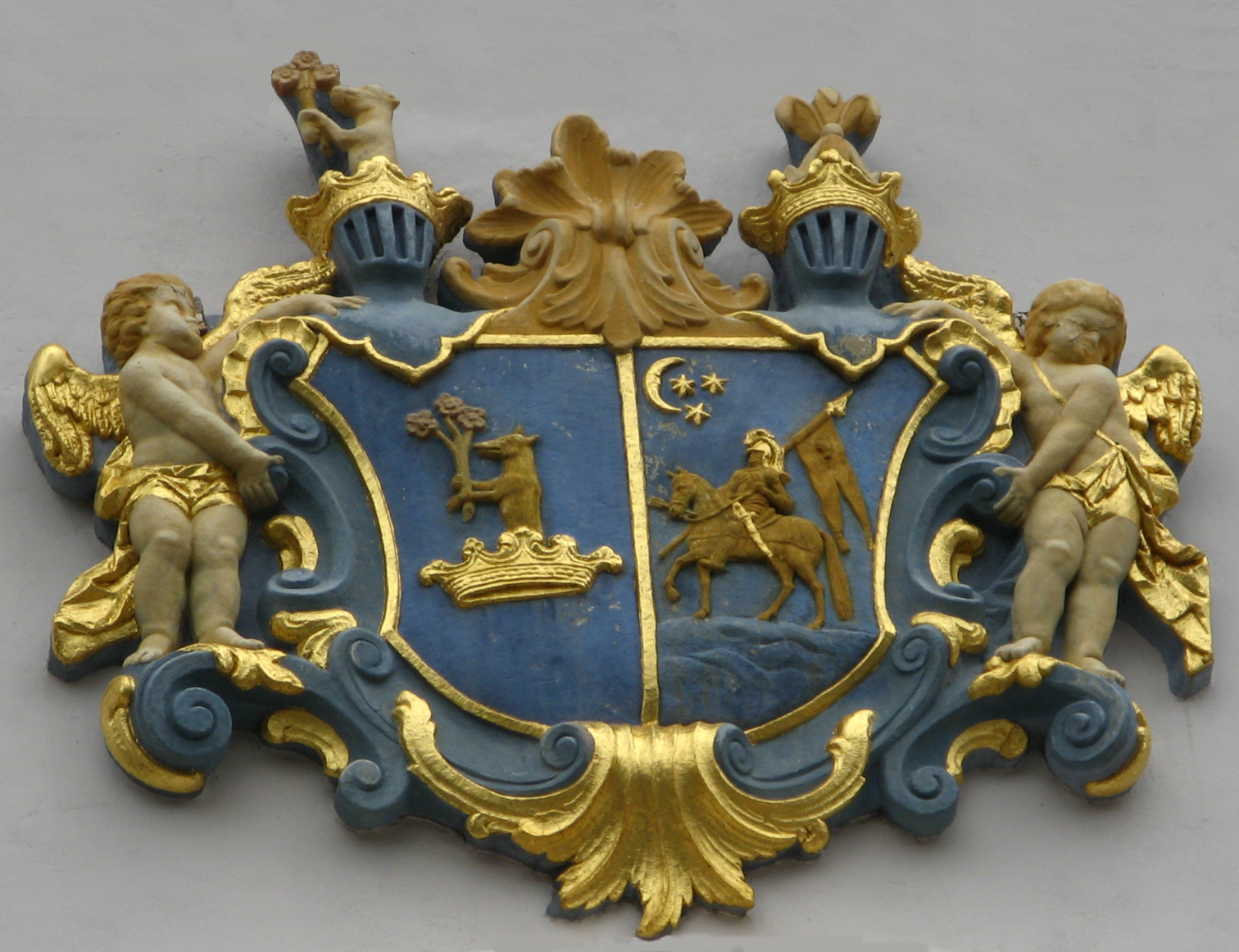
Armes des Révay et des Szunyogh, Mošovce, Slovaquie
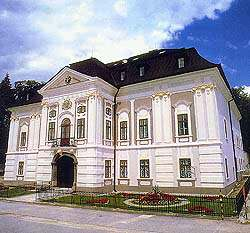
Manoir Révay à Mošovce
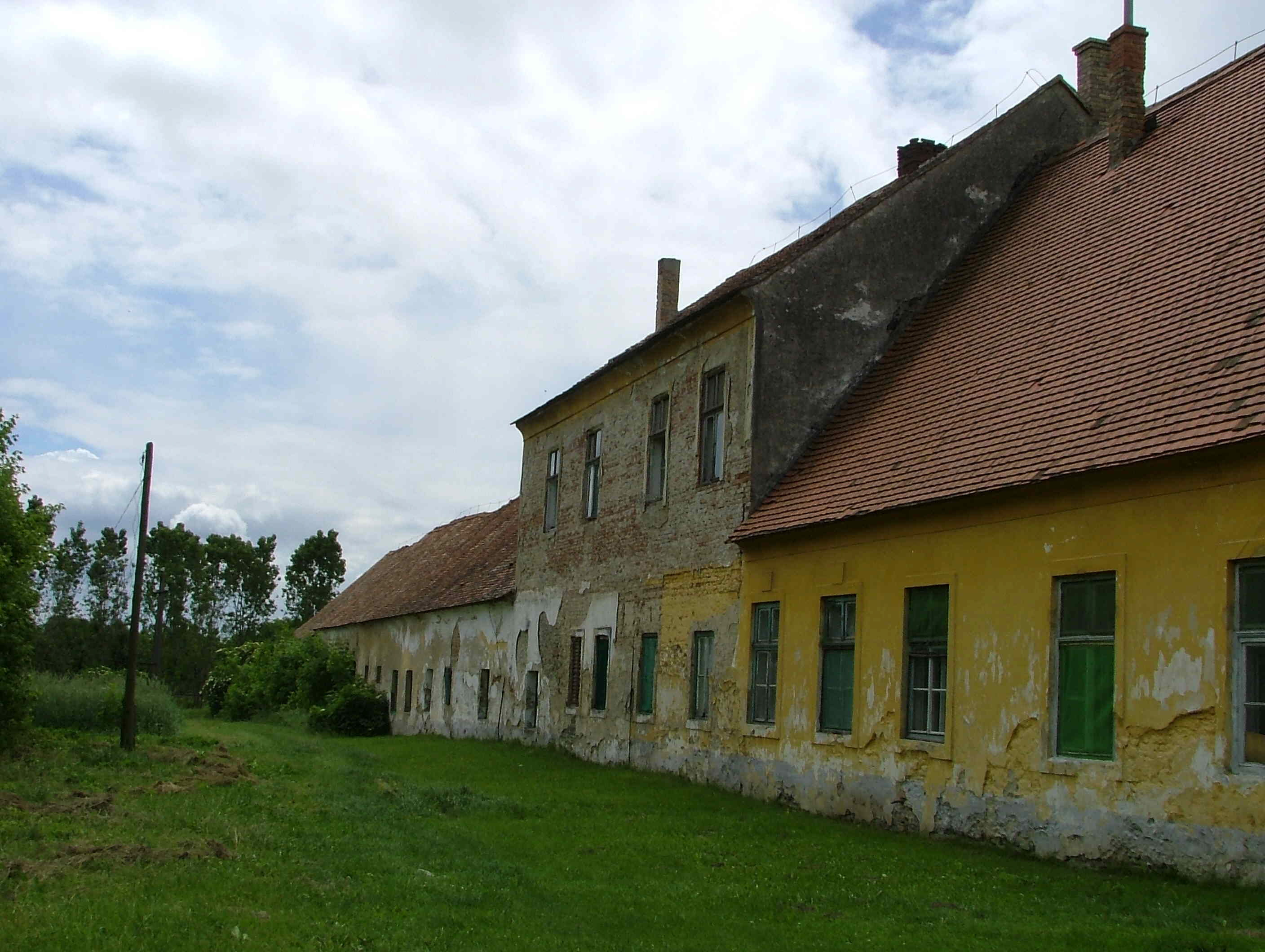
Ancien manoir Révay à Kemenespálfa, Hongrie